# ويليام كارترايت (سياسي)
ويليام كارترايت (بالإنجليزية: William Cartwright)‏ هو سياسي باهاماسي، ولد في 1923، وتوفي في 7 يونيو 2012. نشط حزبياً في الحزب الليبرالي التقدمي. وقد انتخب عضو مجلس النواب في الباهاماس ‏.